# Стадницкий, Франтишек
Франци́ск Стадни́цкий (пол. Franciszek Stadnicki; 1742 — 2 марта 1810) — польский помещик, барский конфедерат, участник обороны Кракова, староста остшешувский, ротмистр, депутат сейма от Велюнской земли, владелец 17 ключей, в частности, Рыманов и Дукля (1809 г.).

## Биография
Представитель польского дворянского рода Стадницких герба «Дружина». Сын Антония Стадницкого, старосты остшешувского и вышогрудского, и Терезы Потоцкой. Его братом был Ян Канты Эдвард Стадницкий (1765—1842), председатель верховной палаты правосудия в Вене.
В 1764 и 1786 годах дважды избирался депутатом на сейм от Велюньской земли. Он представил принятое предложение по реформе оборотной монеты. Он был депутатом в сейме 1780 года из Велюньской земли. В 1792—1793 годах он был региментарием Калишского воеводства и судьей (во время Барской конфедерации он участвовал со своим отрядом в защите Краковского замка) и был заключен в тюрьму русскими. Благодаря усилиям его кузины Терезы Оссолинской был освобожден из русской темницы. Он владел земельными угодьями в Королевстве Польском и Галиции, всего семнадцать ключей; среди них был Рыманув.
Был женат на Терезе Венжик, дочери Юзефа Венжика, каштеляна конарского, и Елены Иордан. У супругов было двое сыновей и три дочери:
- Антоний Вацлав Стадницкий, женат на Жозефе Яблоновской
- Игнаций, женат на Ксаверии Збойнской
- Анна, муж — Станислав Малаховский
- Текла, муж — Ян Канты Стадницкий
- Елена, муж — Войцех Менцинский.

Елена Стадницкая, став женой генерала Войцеха Менцинского (1760—1839), принесла ему в качестве приданого имение Дукля.